# Sacred Fire: Live in South America
Sacred Fire: Live in South America je album v živo skupine Santana, ki je izšel leta 1993. Album je bil posvečen življenju Cesarja Chaveza.
Izšel je tudi istoimenski video album, ki vsebuje nekatere skladbe, ki jih na albumu ni. Video album je produciral Paul Flattery, režiral pa Peter Nydrle.
Album vsebuje tudi posnetke Carlosa Santane, ki igra kitaro na različnih zgodovinskih krajih okoli Mexico Cityja.
Album je dosegel 181. mesto lestvice Billboard 200.

## Seznam skladb
| Št.             | Naslov                                  | Pisec                                                                  | Dolžina |
| --------------- | --------------------------------------- | ---------------------------------------------------------------------- | ------- |
| 1.              | „Angels All Around Us‟                  | Sanders                                                                | 1:57    |
| 2.              | „Vive la Vida (Life Is for Living)‟     | Sefolosha                                                              | 4:18    |
| 3.              | „Esperando‟                             | Santana, Thompson, Perazzo, Charles                                    | 5:58    |
| 4.              | „No One to Depend On‟                   | Carabello, Escovedo, Rolie                                             | 4:38    |
| 5.              | „Black Magic Woman/Gypsy Queen‟         | Green/Szabo                                                            | 8:53    |
| 6.              | „Oye Como Va‟                           | Puente                                                                 | 5:07    |
| 7.              | „Samba Pa Ti‟                           | Santana                                                                | 6:49    |
| 8.              | „Guajira‟                               | Brown, Areas, Reyes                                                    | 6:13    |
| 9.              | „Make Somebody Happy‟                   | Santana, Ligertwood                                                    | 7:14    |
| 10.             | „Toussaint l'Overture‟                  | Santana, Areas, Brown, Carabello, Rolie, Schon, Shrieve                | 6:52    |
| 11.             | „Soul Sacrifice/Don't Try This at Home‟ | Santana, Areas, Brown, Carabello, Rolie, Schon, Shrieve/Perazzo, Rekow | 7:26    |
| 12.             | „Europa (Earth's Cry Heaven's Smile)‟   | Santana, Coster                                                        | 6:11    |
| 13.             | „Jin-Go-Lo-Ba‟                          | Olatunji                                                               | 5:43    |
| Skupna dolžina: | Skupna dolžina:                         | Skupna dolžina:                                                        | 77:19   |

Omejena Japonska ponovna izdaja je vsebovala dodatni CD s tremi skladbami:
| Japonska ponovna izdaja (2000) | Japonska ponovna izdaja (2000) | Japonska ponovna izdaja (2000) |
| Št.                            | Naslov                         | Dolžina                        |
| ------------------------------ | ------------------------------ | ------------------------------ |
| 1.                             | „Spirits Dancing in the Flesh‟ | 5:06                           |
| 2.                             | „Wings of Grace‟               | 5:23                           |
| 3.                             | „Get It in Your Soul‟          | 3:44                           |
| Skupna dolžina:                | Skupna dolžina:                | 14:13                          |

## Glasbeniki
- Alex Ligertwood – vokali
- Vorriece Cooper – vokali, tolkala
- Carlos Santana – kitare, vokali
- Jorge Santana – kitare, vokali
- Chester Thompson – orgle, klaviature, vokali
- Myron Dove – bas kitara, vokali
- Walfredo Reyes, Jr. – bobni
- Karl Perazzo – tolkala, konge, timbales, vokali
- Raul Rekow – tolkala, konge, vokali